# Gnomidolon simplex
Gnomidolon simplex är en skalbaggsart som först beskrevs av White 1855.  Gnomidolon simplex ingår i släktet Gnomidolon och familjen långhorningar.
Artens utbredningsområde är:
- Guyana.
- Surinam.

Inga underarter finns listade i Catalogue of Life.